# Cola (Lana Del Rey)
Cola è un brano musicale della cantautrice statunitense Lana Del Rey, terza traccia del suo terzo EP, Paradise, scritta da Lana Del Rey e Rick Novels

## Descrizione
Cola è stata scritta da Elizabeth Grant e Rick Nowels. Quando le fu chiesto quali fossero le origini della canzone, lei spiegò: «Il mio fidanzato [Barrie-James O'Neill] è scozzese, lui trova le ragazze americane molto esotiche. Una volta mi disse: "Voi ragazze americane andate in giro come se la vostra figa sapesse di Pepsi-Cola, come se vi copriste con una bandiera americana per dormire". Ci trova tutte molto patriottiche». La canzone, prodotta da Nowels, è stata co-prodotta dal team di produzione DK. L'arrangiamento comprende una batteria elettronica a cura di Kieron Menzies, il quale è stato anche produttore esecutivo. La canzone è stata registrata presso The Green Building a Santa Monica, con la post-produzione di Chris Garcia e Jordan Stilwell John Davis infine missò la traccia presso il the Metropolis Mastering a Londra. La traccia era originariamente intitolata con il secondo titolo di Pussy, in base a quanto testimoniano il database della American Society of Composers, Authors and Publishers (ASCAP) ed Harry Fox Agency.
In seguito al rilascio di Ride il 25 settembre 2012, Lana Del Rey pubblicò un trailer contenente l'anteprima di alcune canzoni dell'EP Paradise. Nella breve clip canta «My pussy tastes like Pepsi Cola/My eyes are wide like cherry pies». Nel trailer e nella prima edizione della tracklist, Cola è riportata con il titolo alternativo Pussy, che venne eliminato dalla tracklist definitiva. Il 14 novembre 2012, Digital Spy annunciò che Lana Del Rey avrebbe rilasciato la canzone come secondo singolo dell'EP. Lei disse che la casa discografica era dubbiosa al riguardo. Questa infine scelse a sorpresa di pubblicare Dark Paradise come ultimo singolo estratto da Born to Die.

## Accoglienza
Cola ha ricevuto critiche miste. Hindustan Times ha criticato l'anteprima della canzone, dicendo che dava prova del fatto che lei fosse ormai a corto di idee e che il brano suonasse stranamente simile alle altre dell'album. Robert Copsey di Digital Spy ha notato che gli hook sono eleganti ma non compromettono l'immagine sfacciata della cantante. Notando quanto ritmicamente simili siano le altre tracce in Paradise, Slant Magazine dice: «"Cola" è diversa, portando la pop-art della Del Rey ad un'estrema femme fatality nel regno dell'impudenza, ma anche mandando in frantumi un alter ego che già esiste in una sala degli specchi.».

## Successo commerciale
Il brano si è classificato inizialmente in Irlanda, in cui è arrivato alla posizione numero 99 prima ancora che il rilascio ufficiale del singolo fosse annunciato. Ha debuttato alla UK Singles Chart al numero 120 nella settimana del 18 novembre 2012. Con il rilascio Paradise, varie tracce di dell'EP trovarono posto nella Billboard Top Rock Songs chart, tra cui "Cola", collocata alla 22.

## Classifiche
| Classifica (2012)  | Posizione massima |
| ------------------ | ----------------- |
| Francia            | 71                |
| Irlanda            | 99                |
| Regno Unito        | 120               |
| Stati Uniti (Rock) | 22                |